# 羅伊德·道吉特
羅伊德·道吉特（英語：Lloyd Doggett；1946年10月6日—）是美国的一位政治人物。他自2013年開始擔任德克萨斯州第35選區選出的聯邦眾議員。他的黨籍是民主黨。他在1973年跨入政壇，於這一年當選得克德克薩斯州參議院議員。